# Судоподъёмник

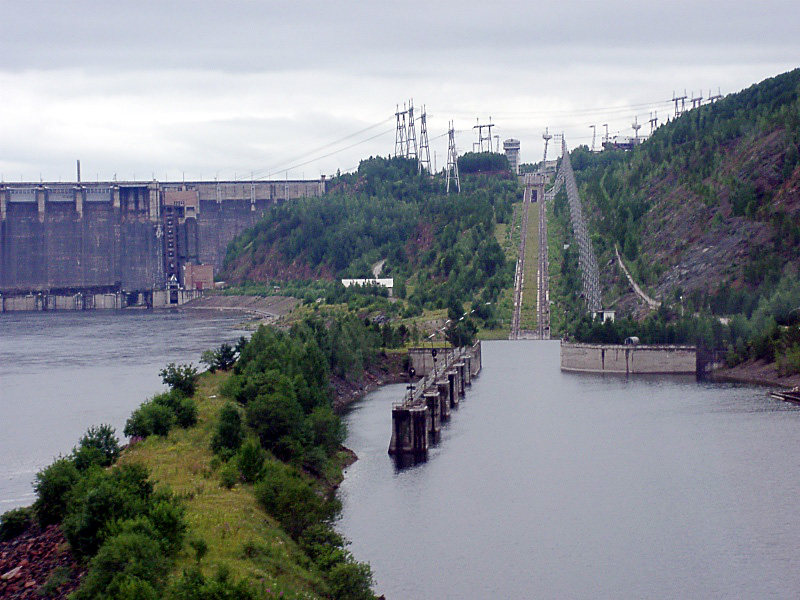
Судоподъёмник Красноярской ГЭС

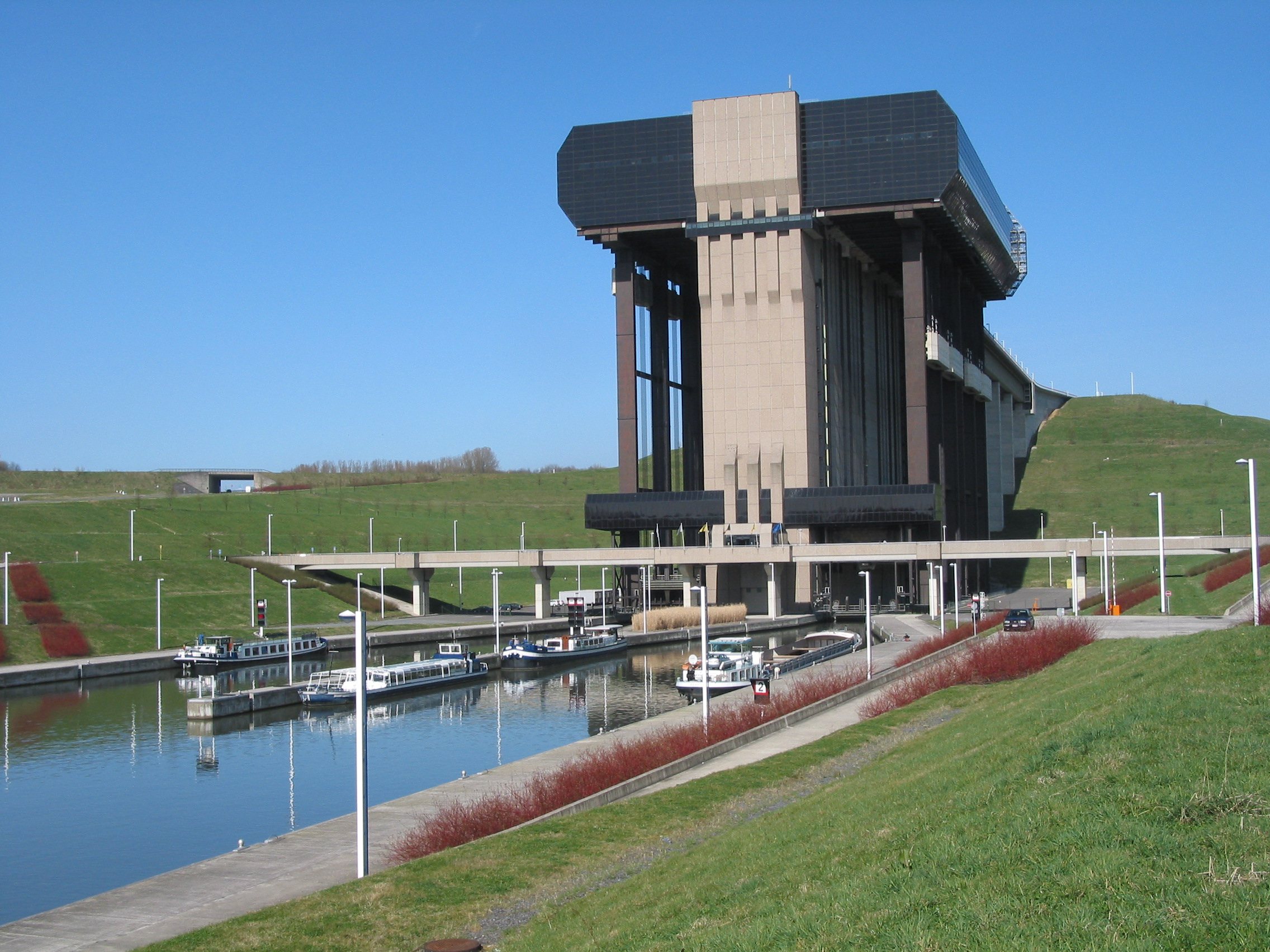
Парный вертикальный судоподъёмник Стрепи-Тьё в Бельгии

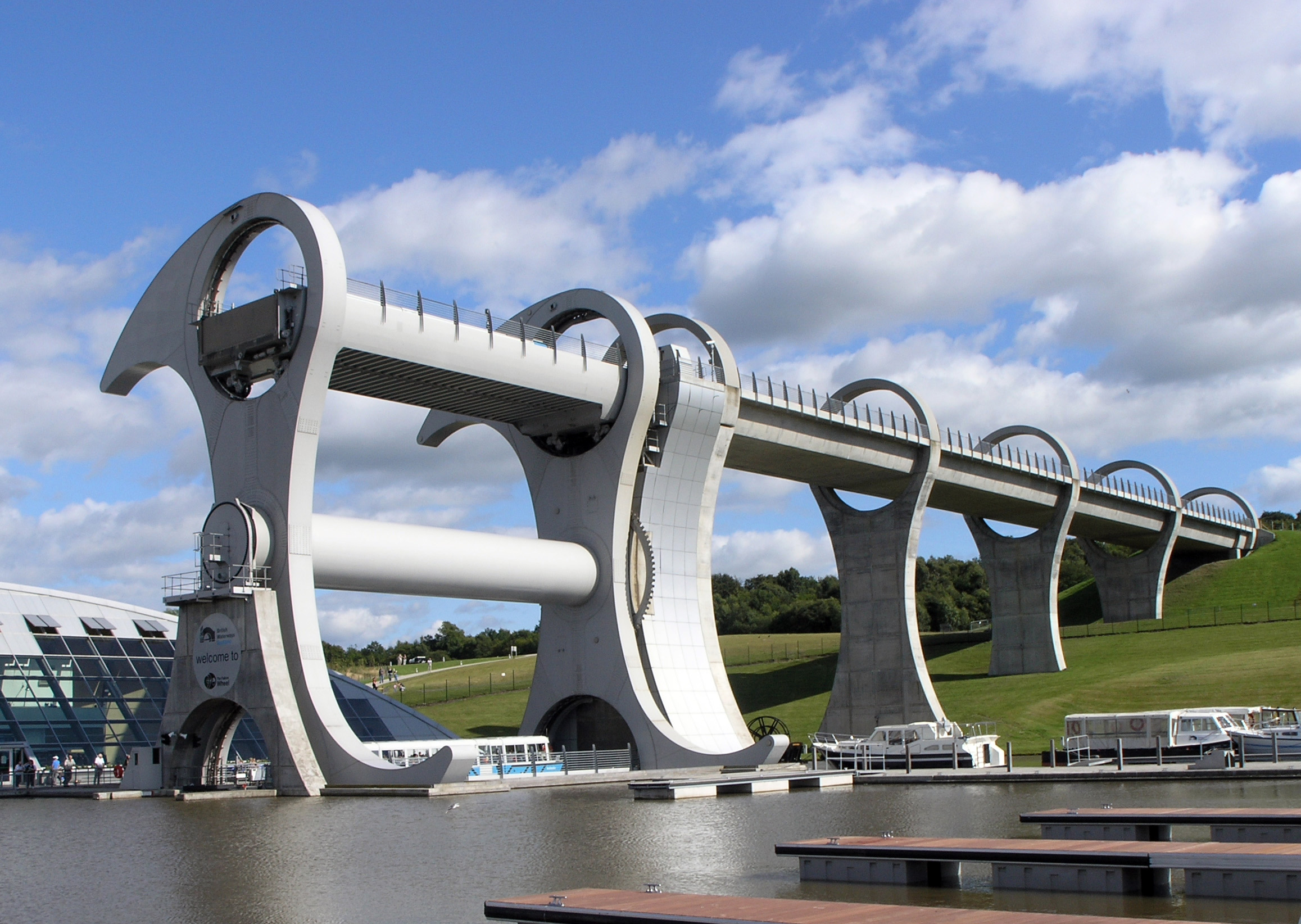
Фолкеркское колесо

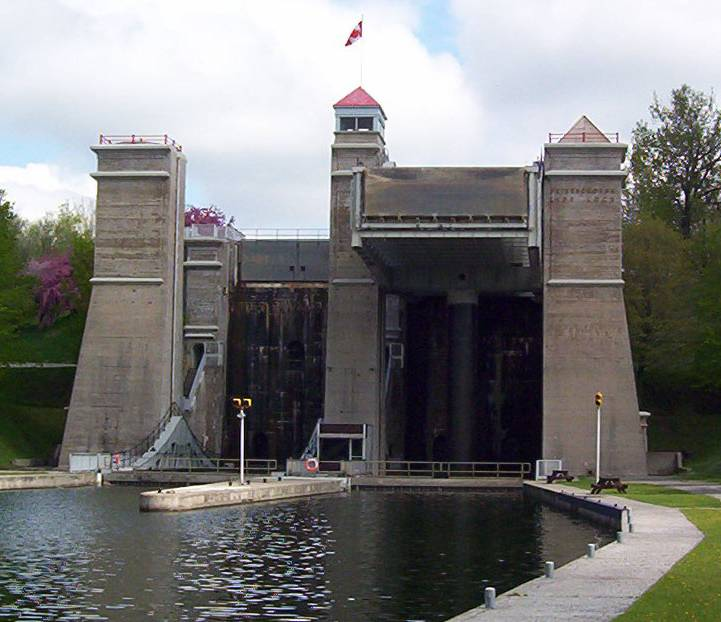
Парный вертикальный судоподъёмник в Питерборо, Канада

Судоподъёмник или Судовой лифт — комплекс механизмов, позволяющий осуществлять подъём и спуск судов с одного уровня водного пути на другой, например, для пропуска судов через плотины гидроэлектростанций.
При строительстве гидроэлектростанции водный бассейн реки разделяется комплексом глухих и водосливных плотин на две несообщающиеся части, что не позволяет осуществлять судоходство. Для возможности перемещения судов между верхним и нижним бьефом плотины традиционно используются судопропускные шлюзы. Шлюзы также используются на каналах, соединяющих водные пути с разным уровнем воды. Однако если перепад высот достаточно велик, то строительство шлюза невозможно. В этом случае сооружается судоподъёмник.
Преимущество судоподъёмников перед шлюзами — относительно малая потеря воды из верхнего канала при подъёме и спуске судов.
Недостатки — более сложная конструкция, более высокая цена сооружения, а также ограничения по размерам и водоизмещению судов, из-за огромной массы, которую необходимо поднимать.
Различают вертикальные, наклонные и вращательные судоподъёмники.

## Классификация
Судоподъёмники различают по способу перемещения судов, по направлению перемещения, по типу привода и балансировке. Судоподъёмники, способные перемещать одновременно несколько судов, разделяют на двойные и парные.

### По способу перемещения
Судно может перемещаться либо на плаву — в камере, наполненной водой, — либо без воды, по принципу сухого дока.

#### Без воды
В таких судоподъёмниках судно поднимается из воды, перемещается на специальных опорах и затем снова спускается на воду. 
Преимущества этого метода в том, что работа затрачивается лишь на перемещение самого судна, а также в отсутствии потерь воды из верхнего канала. Недостаток заключается в том, что возможно повреждение корпуса, если судно очень тяжелое или не оборудовано специально для такого подъёма.

#### На плаву
Судно перемещается в подвижной камере, наполненной водой. Камера и торцы каналов запираются водонепроницаемыми затворами. По сравнению с подъёмом без воды, повреждение корпуса маловероятно, поскольку судно находится в камере на плаву. Кроме того, сокращается время подъёма, потому что достаточно лишь пришвартоваться, как в шлюзах.
Вместе с судном приходится поднимать громадный объём воды в камере. Однако по закону Архимеда вес судна в камере равен весу вытесненной им воды, следовательно, вес камеры всегда одинаков. Это позволяет точно подобрать противовесы или подъёмную силу поплавков так, чтобы работа по перемещению судов сводилась к работе против сил трения.

### По направлению перемещения
Бывают наклонные, вертикальные и вращающиеся судоподъёмники. Наклонные подразделяются на продольные и поперечные.

#### Продольные
Судно расположено вдоль направления перемещения. Это самый простой тип судоподъёмников, который можно применять лишь на подъёмах с небольшим уклоном. Примером может служить судоподъёмник Красноярской ГЭС.
Особый вид наклонного продольного судоподъёмника — «наклонный шлюз». Один из затворов такого «шлюза» подвижен, за счёт чего можно изменять длину рабочей камеры, а следовательно, регулировать высоту уровня воды в ней. Такие судоподъёмники сооружены во Франции: один на Южном канале (Фонсеранны), второй на боковом канале Гаронны (Водоклиновый судоподъемник Монтеш).

#### Поперечные

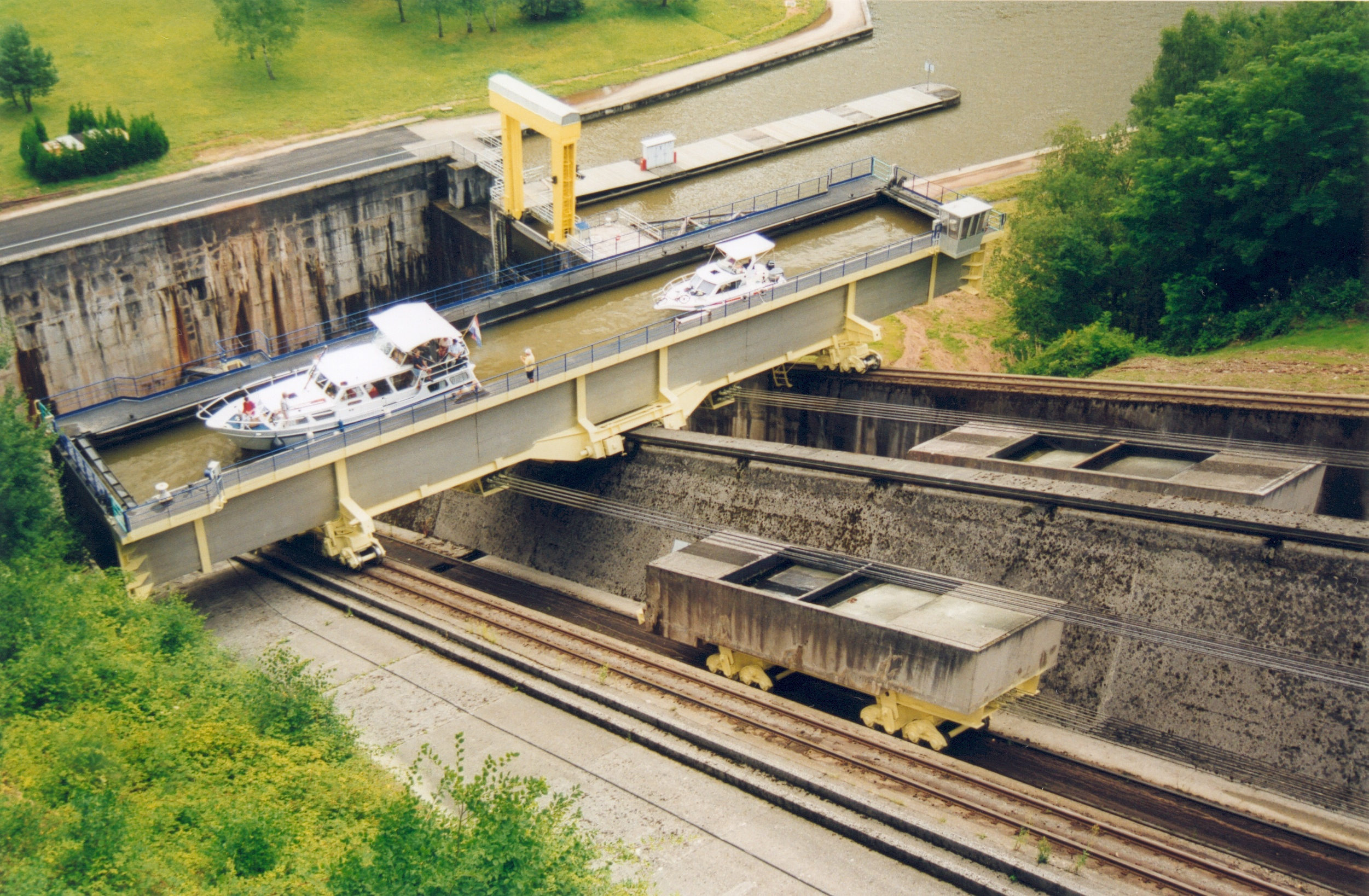
Поперечный наклонный судоподъёмник близ Сен-Луи и Арзвиллера

Судно располагается перпендикулярно направлению перемещения. Такое расположение позволяет сооружать судоподъёмники с большим уклоном, чем у продольных. Пример — наклонный судоподъёмник близ Сен-Луи и Арзвиллера на канале Марна — Рейн в Лотарингии.

#### Вертикальные
Судно перемещается вертикально вверх или вниз. Различают три вида вертикальных судоподъёмников:
- механические работают аналогично обычному лифту. Камера висит на тросах и уравновешивается противовесом,
- в поплавковых камера поддерживается поплавками, которые находятся в подземных резервуарах (т. н. шахтах или колодцах). Изменяя количество воды в шахтах, можно поднимать или опускать камеру,
- в плунжерных две камеры связаны между собой и приводятся в движение по принципу гидравлического пресса.

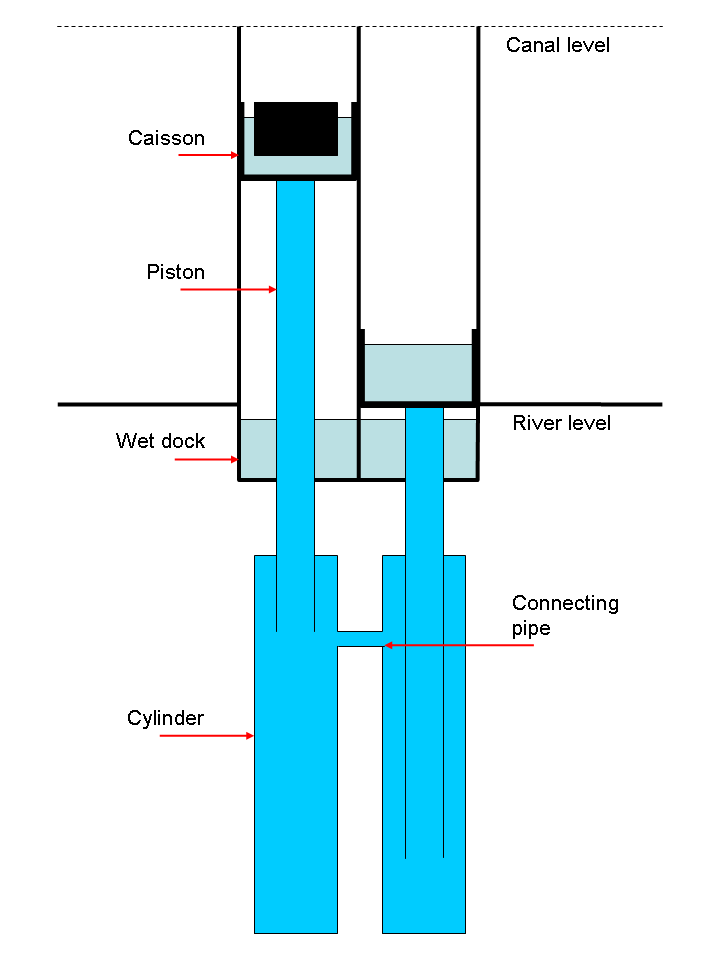
Конструкция первоначального подъемника в Anderton, Англия

#### Вращающиеся
Работают по принципу колеса обозрения. Суда перемещаются в двух камерах, подвешенных к большому колесу, которое вращается вокруг своей оси. Единственный в мире вращающийся судоподъёмник — Фолкеркское колесо в Шотландии.

### По типу привода и балансировке
До перехода к индустриальному обществу суда перемещали по земле при помощи мускульной силы животных и человека, с использованием простейших механизмов (блоков, воротов и т. п.).
Почти все современные судоподъёмники работают по принципу машины Атвуда, с применением противовесов, что позволяет значительно сократить энергозатраты.
Судоподъёмники, в которых противовесом является вторая камера для подъёма судов, называют парными. Когда первая камера опускается, вторая поднимается, и наоборот. Если камеры могут двигаться независимо друг от друга, судоподъёмник называют двойным.

#### Водяной балласт
Некоторые парные судоподъёмники работают исключительно за счёт силы тяжести, подобно фуникулёрам с водяным балластом. Если верхнюю камеру заполнять водой чуть больше, чем нижнюю, то из-за небольшой разницы в весе верхняя камера будет опускаться, а нижняя соответственно подниматься. Таковы, например, судоподъёмники на центральном канале в Бельгии.

#### Гидравлический привод
Большинство гидравлических судоподъёмников — парные. Камеры соединены с поршнями в гидравлических цилиндрах под землёй. При спуске одной камеры гидравлическая жидкость выталкивается в цилиндр другой камеры, поднимая её. Дополнительные гидравлические насосы используются лишь для компенсации отклонений в весе камер, открытия и закрытия затворов или работы в аварийном режиме.

#### Электрический привод
Все судоподъёмники, построенные после 1917 года, приводятся в действие электромоторами, из-за проблем с замерзанием гидравлических подъемников, для уменьшения затрат энергии дополнительно применяется водяной балласт. Исключение составляют два французских наклонных щитовых шлюза, в которых используются дизельные локомотивы, для перемещения щита по жёлобу подъемника.